# Ghanaian Times
El Ghanaian Times es un periódico diario propiedad del gobierno que se publica en Acra, Ghana. El periódico fue fundado en 1957. Tiene una circulación de 80.000 ejemplares y se publica seis días por semana.

## Historia
El diario era conocido anteriormente como The Guinea Press Limited. Fue fundado por el primer presidente de Ghana, Kwame Nkrumah, en 1957, como prensa impresa para servir ideológicamente al Convention People's Party, CPP, (Partido de la Convención Popular). Tras su derrocamiento por el golpe militar de 1966, The Guinea Press fue nacionalizada por el National Liberation Council Decree (NLCD) (Decreto del Consejo Nacional de Liberación) 130 de 1968. Por medio del Incorporation-Act 363 de 1971, Guinea Press cambió su nombre por el de New Times Corporation. El acta también revocó los periódicos nacionales (Guinea Press Limited – Interim Reconstitution Decree) que fueron designados como propiedad estatal. Aquella acta obtuvo un mayor reconocimiento gracias a lo dispuesto en la Ley 42 de la PNDC.